# Stelis sotoarenasii
Stelis sotoarenasii är en orkidéart som beskrevs av Rodolfo Solano Gómez. Stelis sotoarenasii ingår i släktet Stelis och familjen orkidéer. Inga underarter finns listade i Catalogue of Life.